# Roland Benschneider
Roland Benschneider, Spitzname Big Ben (* 22. August 1980 in Neuruppin) ist ein deutscher Fußballfunktionär und ehemaliger Fußballspieler.

## Karriere

### Vereine
Benschneider erlernte sein Handwerk als Abwehrspieler bei seinen Jugendvereinen FC Neubrandenburg und Energie Cottbus. Zur Saison 2000/01 wechselte er dann in die Regionalliga Nord zu dem Verein Tennis Borussia Berlin.
Nur ein Jahr später wechselte der groß gewachsene Spieler nach dem Abstieg der Berliner in die NOFV-Oberliga zu Eintracht Trier in die Regionalliga Süd. Mit diesem Verein stieg er bereits in seiner ersten Saison auf und war in der Saison 2002/03 in der 2. Bundesliga Stammspieler.
Er wechselte in der darauf folgenden Saison  2003/04 innerhalb der 2. Liga zu Arminia Bielefeld, wo er ebenfalls Stammspieler wurde und in die Bundesliga aufstieg. Trainer Uwe Rapolder ließ ihn dennoch für eine Ablöse von 200.000 Euro in Richtung des 1. FC Köln ziehen, die soeben aus der Bundesliga abgestiegen waren.
In seiner persönlich dritten Aufstiegssaison 2004/05 in Köln konnte er sich jedoch nicht auf der ihm zugedachten Position des linken Außenverteidigers durchsetzen und brachte es lediglich auf zwölf Einsätze, bei denen er zehnmal eingewechselt wurde. Die Mehrzahl seiner Spiele bestritt er für die Kölner Amateurmannschaft.
In der abgelaufenen Erstliga-Saison 2005/06 konnte Benschneider sich in die erste Mannschaft spielen, nachdem er zu Saisonbeginn noch häufiger in der zweiten Mannschaft des FC in der Regionalliga Nord eingesetzt wurde. Im Heimspiel gegen den FC Schalke 04, seinem ersten Bundesligaspiel über 90 Minuten, schoss er sein erstes Bundesligator.
Ab August 2006 spielte er für den Zweitligisten FC Augsburg. Der ursprünglich auf ein Jahr befristete Vertrag wurde zunächst im März 2007 um zwei Jahre verlängert, im Oktober 2008 schließlich um ein weiteres Jahr bis Juni 2010 – trotz einer schwierigen Kreuzbandverletzung, die er sich am 9. August 2008 in einem DFB-Pokalspiel zugezogen hatte und wegen der er bis Ende 2009 nicht mehr zum Einsatz kam. Zur Saison 2010/11 wechselte er zum SV Sandhausen in die 3. Liga.
Aufgrund seiner schweren Knieverletzungen der Vergangenheit beendete Roland Benschneider im Sommer 2011 seine Aktivenkarriere und belegte an der Fachhochschule Erding einen dualen Sportmanagement-Studiengang. Zugleich wurde er im September 2011 vom Regionalligisten SV Elversberg als Teammanager eingestellt. Im September 2013 gab der Verein bekannt, dass Benschneider ab sofort als Sportdirektor des Clubs firmieren wird. Er erhielt damit einhergehend einen neuen Vertrag bis 2016. Im Januar 2014 wurde dieser Vertrag vorzeitig aufgelöst.
Nach dem Abstieg von Energie Cottbus in die 3. Fußball-Liga unterschrieb Benschneider bei den Lausitzern im April 2014 einen bis 2016 datierten Vertrag als Sportlicher Leiter des Vereins. Er wurde am 23. Februar 2016 von seinen Aufgaben entbunden.
Im Juni 2016 wurde er beim FSV Frankfurt nach dem Abstieg des Vereins aus der 2. Bundesliga als neuer Sportdirektor vorgestellt, nachdem diese Position im Verein über ein Jahr lang unbesetzt geblieben war.
In der Saison 2018/2019 fungierte er als Trainer bei der Nachwuchsmannschaft des BFC Dynamo in der Berliner Landesliga.

### Nationalmannschaft
Benschneider absolvierte zwischen 2003 und 2004 drei Spiele für das Team 2006, der 2005 aufgelösten Perspektivmannschaft des DFB.